# Rudlice (Pologne)
Pour l’article homonyme, voir Rudlice.
Rudlice est une localité polonaise de la gmina d'Ostrówek, située dans le powiat de Wieluń en voïvodie de Łódź.